# Јаков Тирони
Јаков Тирони (Трогир 10. јануар 1913 — Загреб, 8. мај 2003), био је професор и доктпр економских наука, предавач на Факултету политичких наука у Загребу. У младости био је врстан спортиста, веслач, олимпијски репрезентативац Југославије.

## Спортска биографија
Од малих ногу бавио се веслањем. Веслао је у сви дисциплинама осим скифа и дубл скула. Био је члан сплитских клубова Гусар и ХВК.
Први велики успех на репрезентативном нивоу постигао је на Европском првенству 1932., одржаном у Београду. кад је са веслачима осмерца сплитског Гусара освојио златну медаљу и постао европски првак. Осмерац је веслао у саставу: Бруно Марасовић, Лука Марасовић, Јаков Тирони, Петар Кукоч, Јуре Мрдуљаш, Елко Мрдуљаш, Иво Фабрис, Вјекослав Рафаели и кормилар Мирослав Краљевић.
У изворима који су дијаметрално супротни пише да је Тирони био, односно није био на ЛОИ 1936, да је поред осмерца веслао и у двојцу са кормиларом, односно само двојцу, до тога да није учествовао на олимпијсдким играма 1936. па тај податак није унет у текст.